# Dickes B
Dickes B ist ein Song der Berliner Dancehall-Reggae-Formation Seeed in Zusammenarbeit mit dem jamaikanischen Dancehall-Deejay Black Kappa. Die Gruppe veröffentlichte den Song 2001 als dritte Single aus ihrem Album New Dubby Conquerors.

## Inhalt
Seeed besingt in diesem Stück die Stadt Berlin, so lautet der Refrain:

„Dickes B, home an der Spree

im Sommer tust du gut und im Winter tut’s weh

Mama Berlin, Backstein und Benzin,

wir lieben deinen Duft, wenn wir um die Häuser zieh’n“

Der Großteil des Songs ist in deutscher Sprache geschrieben, bis auf den englischen Rap-Part von Black Kappa.

## Wirkung und Rezeption
In den Jahrescharts 2001 des Intro-Magazins belegte Dickes B Platz 32. In den Spex-Kritiker-Jahrescharts 2001 erreichte Dickes B Platz 14. Die Leser der Zeitschrift Tip wählten Dickes B auf Platz zwei bei der Wahl der Berlin-Hymne. Eine Talkshow im rbb Fernsehen, die 2008 Premiere feierte, ist nach dem Lied benannt.
Bei Seeeds Live-Konzerten fand das Lied fast immer als Abschluss Verwendung. Baigorry und Dellé übernahmen meist Black Kappas Rap-Part selbst.
Der zugrundeliegende Frogass-Riddim wurde unter andern von Benjie (Folgt Ihnen Nicht) und Black Kappa (Uman) weiterverwertet.
In dem Song Fieber, enthalten auf dem Album Stadtaffe, greift Pierre Baigorry alias Peter Fox den Refrain von Dickes B erneut auf, verändert ihn jedoch inhaltlich:

„Dickes B an der Spree, der Winter tut gut, der Sommer tut weh

Sonne knallt, die Mülltonnen qualmen

‚Unter den Linden‘ heißt ‚Unter den Palmen‘“

## Charts und Chartplatzierungen
- DE: 27 – 16. April 2001 – 17 Wo.
- AT: 68 – 13. Mai 2001 – 3 Wo.
- CH: 91 – 17. Juni 2001 – 1 Wo.